# Tummo

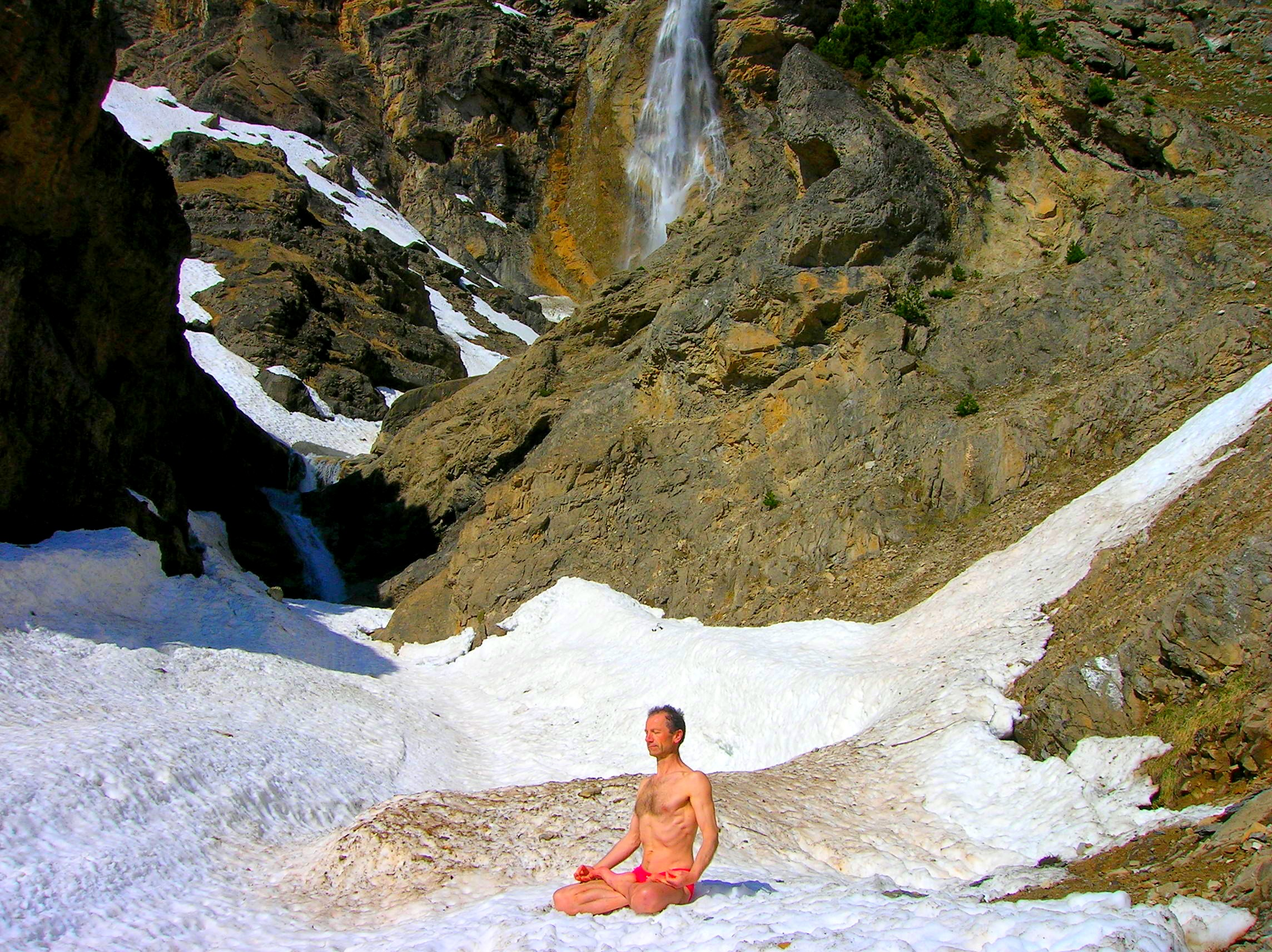
Jogin podczas praktyki tummo.

Tummo (tyb. གཏུམ་མོ་, transliteracja Wyliego gTum mo, wymawiane Tum-mo; skt. caṇḍālī), Joga Wewnętrznego Żaru, Joga Ciepła Psychicznego – praktyka religijna buddyzmu tybetańskiego, związana z opanowaniem subtelnych energii przez medytacje na nadi (kanały energii), pranę (wiatry energii) i bindu (krople energii), charakteryzująca się ponadto wywoływaniem wielkiej ilości ciepła w ciele praktykującego, pozwalając mu żyć w skrajnie nieprzyjaznych warunkach zimna i doświadczenie błogości, co jest szczególnie ważne z punktu widzenia mahamudry łączącej doświadczenia błogości i pustki. Jest to praktyka wchodząca w skład Sześciu Jog Naropy.

## Praktyka
Przekazy i relacje świadków wymieniają licznych joginów, którzy byli w stanie wygenerować odpowiednią ilość ciepła, aby wysuszyć mokre szaty na gołym ciele, siedząc na mrozie. Praktyka ta, choć przydatna w mroźnym klimacie Tybetu, nie jest wykonywana tylko dla utrzymania się w cieple, co jest tylko efektem ubocznym intensywnej medytacji. Podobne doświadczenia wewnętrznego żaru obserwowano wśród praktykujących inne ścieżki medytacyjne – Sufi Irina Tweedie czy joga Kundalini.
Jednym z najsłynniejszych praktykujących tummo był tybetański buddyjski jogin Milarepa i jego uczeń Gampopa. Współczesnymi zachodnimi świadkami tej praktyki byli m.in. podróżniczka Alexandra David-Néel (David-Neel, 1971) oraz Lama Anagarika Govinda (Govinda, 1988).

## Badania naukowe
Próby zbadania fizjologicznych efektów tummo podjął w latach osiemdziesiątych doktor Herbert Benson wraz ze swoimi współpracownikami z harwardzkiej akademii medycznej (Benson i in., 1982; Cromie, 2002). Pierwszy eksperyment miał miejsce w górnej Dharamsali (Indie) w 1981 roku na grupie tybetańskich mnichów buddyjskich i został opisany w następujący sposób:

lekko odziani mnisi najpierw przebywają w skupieniu przez pewien czas w pomieszczeniu o temperaturze zaledwie 5 °C, aż osiągną stan głębokiej medytacji. Towarzyszący im pozostali mnisi moczą prześcieradła o wymiarach 1 × 2 m w zimnej wodzie (około 6 °C) i kładą je na ramionach medytujących. U przeciętnego człowieka takie okrycie niewątpliwie spowodowałoby niekontrolowane drżenie ciała, a w dłuższej perspektywie nawet śmierć z wychłodzenia. Jednak w przypadku praktykujących mnichów już po kilku minutach z prześcieradeł zaczyna unosić się para. Na skutek ciepła ciała wytworzonego przez medytujących prześcieradła wysychają w przeciągu godziny, a następnie ich miejsce zajmuje kolejna seria mokrych prześcieradeł. Każdy z mnichów ma obowiązek wysuszyć trzy prześcieradła w jednej sesji medytacyjnej.

Doktor Benson podczas badania przymocował do ciał medytujących czujniki temperatury, aby stwierdzić, czy tummo polega na rzeczywistym wzroście ciepłoty ciała. Okazało się, iż wprawni w praktyce mnisi potrafili podnieść temperaturę palców dłoni i stóp aż o 8 °C. W innych częściach ciała zanotowano mniejszy wzrost temperatury. Badacz ten wysunął wniosek, iż efektem medytacji jest rozszerzanie naczyń krwionośnych skóry, czyli reakcja odwrotna do typowej reakcji organizmu na zimno, kiedy to naczynia te ulegają skurczeniu.
W najnowszym doświadczeniu, przeprowadzanym w Normandii (Francja), dwaj mnisi buddyjscy podłączeni zostali do czujników, które zapisywały zmiany ciepła i metabolizmu (Cromie, 2002).
Obserwacje praktyki tummo były również dyskutowane podczas studiów medycznych (Ding-E Young and Taylor, 1998).